# Чемпионат СССР по современному пятиборью 1991
XXXIX Чемпионат СССР по современному пятиборью среди мужчин проходил в городе Москва в июле 1991 года. Награды разыгрывались только в личном первенстве. Это был единственный случай в истории, когда современное пятиборье не входило в программу летних спартакиад народов СССР.
На старт вышли 45 спортсменов, представлявшие союзные республики, Москву и Ленинград. В чемпионате не принимали участие известные пятиборцы Анатолий Старостин и Эдуард Зеновка, которые в эти дни выступали на этапе Кубка Мира в Варне, Болгария.
В 1992 году был проведен чемпионат СНГ, а с 1993 года стали проводиться Чемпионаты России. Впервые чемпионом Советского Союза стал представитель Белоруссии Александр Борисенко.

## Личное первенство.
Соревнования проходили по формату: фехтование, плавание, стрельба и бег (в один день), конкур.
- Фехтование.

| Место | Спортсмен                             | Победы | Очки |
| ----- | ------------------------------------- | ------ | ---- |
| 1.    | Г. Юферов · Санкт-Петербург-Ленинград | 30     | 975  |
| 2.    | А. Борисенко · Белорусская ССР        | 28     | 925  |
| 3.    | А. Поддубный · Киргизская ССР         | 28     | 925  |
| 4.    | И. Фельдман · Киргизская ССР          | 28     | 925  |
| 5.    | И. Панин · Украинская ССР             | 28     | 925  |

- Плавание.

| Место | Спортсмен                              | Результат | Очки |
| ----- | -------------------------------------- | --------- | ---- |
| 1.    | Г. Сташкявичюс · Литва                 | 3.12,9    | 1332 |
| 2.    | Ю. Сергеев · Санкт-Петербург-Ленинград | 3.14,2    | 1320 |
| 3.    | Л. Витославский · Москва               | 3.17,4    | 1296 |

## Победитель и призеры.
| Дисциплина        | Золото                                  | Серебро                   | Бронза                        |
| Личное первенство | Александр Борисенко · Белорусская ССР · | Александр Макеев · Москва | Гинтарас Сташкявичюс · Латвия |